# 조지 케네디
조지 케네디(George Kennedy, 1925년 2월 18일 ~ 2016년 2월 28일)는 미국의 배우이다. 1990년대까지 주로 액션 영화에서 활약했으며 1968년 아카데미상 남우조연상을 수상했다. 2014년에는 마크 월버그 주연의 《겜블러》에 출연하기도 했다. 2016년 2월 28일 미국 아이다호주 보이시에서 노환으로 타계했다.

## 출연 작품
- 에어포트
- 델타포스
- 마유미